# Готфрід Земпер
Готфрід Земпер (нім. Gottfried Semper, 29 листопада 1803, Гамбург — 15 травня 1879, Рим) — видатний представник німецької архітектури періоду еклектики. Архітектор-практик і теоретик мистецтва, викладач.

## Життєпис

### Ранні роки
Готфрід Земпер народився в родині заможного фабриканта в Гамбурзі. Після окупації Гамбурга французами в 1806 році родина переїхала в Альтону. Готфрід був п'ятим з восьми дітей в родині. Шкільні роки Земпер провів спочатку в парафіяльній школі в Бармштедті, а з 1819 року — в гамбурзькій гуманітарній гімназії Йоганнеум. Після закінчення гімназії в 1823 році почав вивчення математики та історії в Геттінгені.
Після невдалої спроби отримати місце підмайстра на будівництві порту і гідротехнічних споруд Гамбурга в 1825 році він записався в клас архітектури Мюнхенської академії мистецтв, не займаючись, однак, серйозним її вивченням. У грудні 1826 після тривалої подорожі Німеччиною (Гейдельберг, Вюрцбург, Регенсбург) Земпер приїхав до Парижа для роботи з Францем Християном Гау, архітектором паризьких лікарень. Тут він напружено працював над кількома навчальними проєктами.
У 1828 році він почав працювати підмайстром на будівництві порту в Бремергафені, але вже в 1829 році повернувся до Парижа до Гау. Там він захоплено зустрів Липневу революцію. Між 1830 і 1833 роками Земпер подорожував Італією та Грецією, знайомлячись з античною архітектурою. З цією метою в 1832 році він взяв участь в археологічних розкопках Афінського акрополя. Найбільше його цікавило питання, чи були покриті художнім розписом архітектурні споруди греків і римлян — так звана, суперечка про поліхромію. 1834 року опублікована праця «Спостереження про художній розпис в архітектурі та скульптурі античності» (нім. Vorläufige Bemerkungen über bemalte Architektur und Plastik bei den Alten), яку Земпер супроводив дослідженнями фарб колони Траяна в Римі. Вона миттєво зробив його знаменитим у всій Європі.

### Дрезденський період
17 травня 1834 року Земпер за наполяганням Франца Християна Гау отримав запрошення зайняти посаду професора архітектури в королівській Академії образотворчих мистецтв Дрездена і 30 вересня вступив на цю посаду. Він приніс клятву вірності саксонському королю і став після цього громадянином Саксонії і членом Саксонського Художнього товариства. 1 вересня 1835 Земпер одружився з Бертою Тімміг, дочкою майора. За роки шлюбу в родині народилося шестеро дітей.
У 1837 році він надав перші проєкти з розширення Цвінґера та будівництва королівського театру. За цим проєктам побудований перший Королівський театр, який відкрився в 1841 році (згорів у 1869 році). Плани з реконструкції Цвінґера кілька разів переглядалися, але жоден з них не був реалізований. Замість цього в 1846 році вирішено завершити Цвінґер на північно-східній стороні будівлею картинної галереї. Земпер їде в Італію для знайомства з будівництвом галерей. Запропонований ним проєкт був затверджений. Вже влітку 1847 розпочато втілення проєкту в життя. Після втечі Земпера в 1849 році внаслідок його участі в революції, архітектор Карл Моріц Генель отримав завдання завершити будівництво. Побудовані картинна галерея та королівський оперний театр («опера Земпера») разом з Цвінгером, придворною церквою і замком-резиденцією склали архітектурний ансамбль, який зберігся донині.
Паралельно з цими великими замовленнями з'явилися й інші споруди, нерозривно пов'язані з іменем Земпера, наприклад, лікарня Матернігоспітал, зруйнована за часів Третього Рейху синагога, міський палац Оппенгейм і побудована для банкіра Мерета Вільгельма Оппенгейма вілла Роза. Ця вілла послужила прототипом німецької архітектури вілл.
Переконані республіканці Готфрід Земпер і його друг Ріхард Вагнер були в перших лавах Дрезденського травневого повстання в 1849 році. Велика кількість демократично мислячих людей бажала за допомогою повстання отримати громадянські права. Земпер був членом дрезденського муніципалітету і дав дозвіл побудувати барикади. Тим не менш, він не приєднався до Тимчасового уряду, оскільки був пов'язаний клятвою вірності королю. 9 травня повстання придушили. Земпер втік спочатку в Пірну, потім в Цвіккау і 16 травня приїхав до Вюрцбурга. У цей же день новий уряд видав декрет про розшук «демократів першого класу» і «головних зачинщиків». Його сім'я залишилася в Дрездені. Земпер залишив Дрезден назавжди. У 1863 році саксонський уряд видав указ про його розшук. Коли побудований ним перший королівський театр став жертвою пожежі і саксонський король Йоганн доручив йому за наполяганням громадян будівництво нового, Земпер навіть вислав йому плани. Проте будівництвом керував його син Манфред.

## Після революції
Не затримуючись надовго в Цвіккау, острові Гоф, Карлсруе та Страсбурзі, Земпер приїжджає до Парижа. Там він розробляє проєкт синагоги, будівництво якої не було розпочато. Він вирішив емігрувати до Америки, але змінив своє рішення, вже перебуваючи на кораблі, оскільки йому запропонували роботу в Англії. Хоча він і отримав декілька замовлень там, жодне з них не було серйозним. Земпер був змушений займатися своїми теоретичними роботами. Так з'явилися його праці «Про чотири елементи архітектури» (1851) та «Про науку, промисловість та мистецтво» (1852). В цей період були закладені основи найважливішого його твору «Стиль у технічних і тектонічних художествах, або Практична естетика». Він був виданий двома томами у 1860 і 1863 роках. Крім цього Земпер заробляв на життя випадковими замовленнями (Всесвітня виставка 1851 року, катафалк Артура Велслі, 1-го герцога Веллінгтона, 1852). Надалі, під впливом Ріхарда Вагнера, Земпер переїхав до Цюриха.

### Цюрих
Після утворення нової, сучасної держави в 1848 році Швейцарська Конфедерація планувала створення швейцарського Політехнічного інституту в Цюриху. Запропоновані конкурсні проєкти, які повинен був оцінювати Земпер як експерт, були оголошені ним незадовільними, і, врешті-решт, він сам намалював нову будівлю інституту. Добре проглядається з усіх сторін, що розташований на широкій терасі над старою частиною міста, де ще недавно височіли стіни укріплювальні споруди, новий освітній заклад Конфедерації символізував собою початок нової епохи. Зведена в 1854—1864 роках головна будівля, незважаючи на численні реконструкції і сьогодні нагадує про Земпера. Спочатку вона повинне була стати не тільки новим Політехнічним інститутом, нині Швейцарська вища технічна школа Цюриха, але і взяти під своє крило вже існуючий Цюрихський університет.
З 1855 Земпер займає посаду професора архітектури в новому Політехнічному інституті. Він багато сприяв процвітанню цього закладу, в якому його лекції залучали натовп слухачів з усіх кінців Європи. Одним з його учнів був швейцарський архітектор Еміль Шмідт. Платня дозволила Земперу перевезти сім'ю із Саксонії до Цюриха. Ще однією архітектурною спорудою у Швейцарії авторства Земпера стала ратуша в Вінтертурі. Для короля Людвига II Баварського Земпер спроєктував театр Ріхарда Вагнера в Мюнхені, план будівництва концертного залу 1864—1866 років залишився нереалізованим.

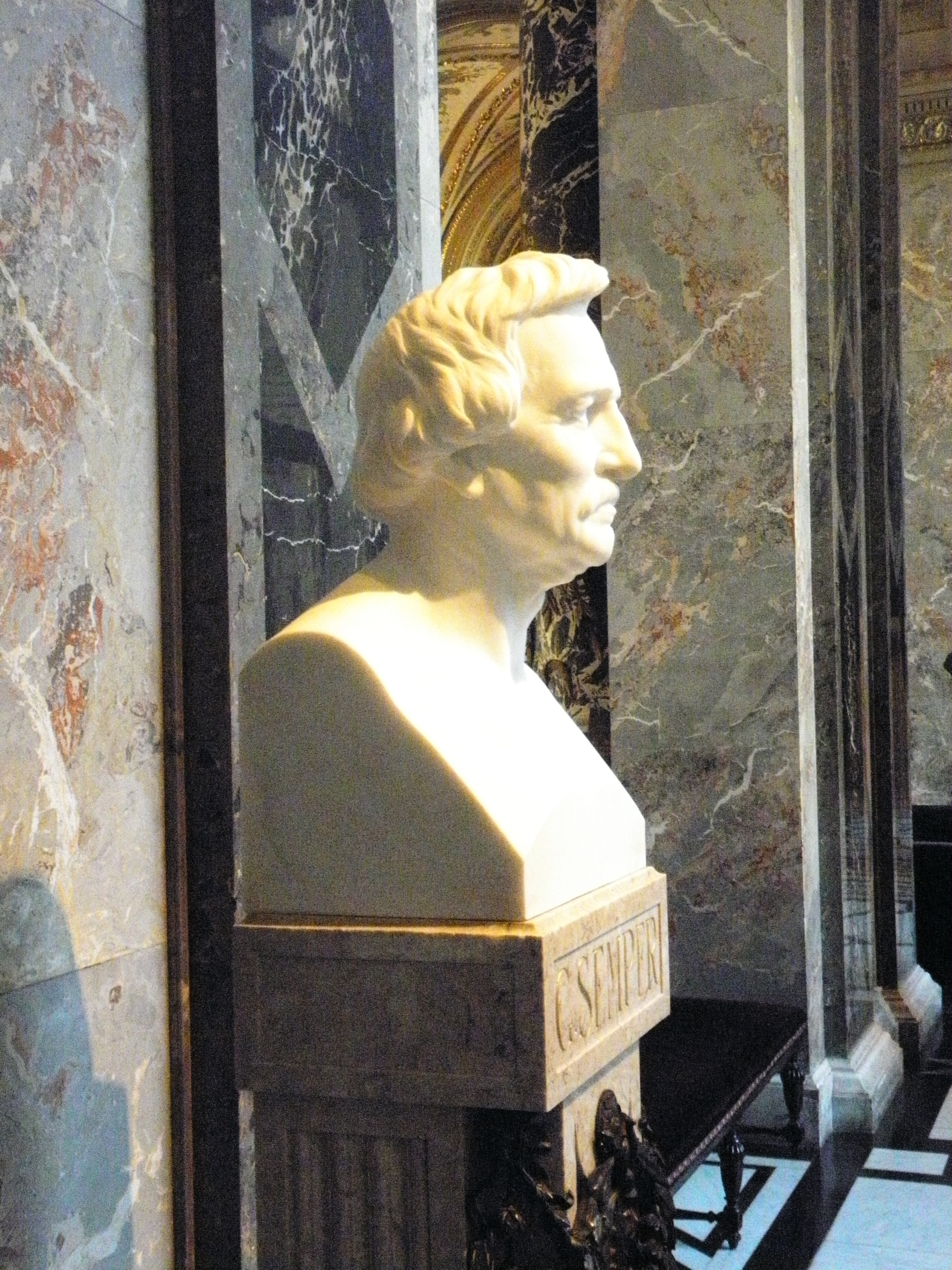

### Відень
В 1860-х роках у Відні обговорювалося, так зване, «музейне питання». Експонати імператорських художніх колекцій були розміщені в різних будівлях Відня. Земпер отримав від імператора Франца Йосифа I замовлення на проєкт нових будівель на вулиці Рінгштрассе. У 1869 році Земпер проєктує величезний Імператорський форум, що залишився, однак, не втіленим в життя. Перед віденським імператорським палацом Гофбург з'явилися будівлі придворних музеїв історії мистецтв і природознавства та королівського театру. Через ці замовлення в 1871 році Земпер переїжджає до Відня. Він і його колега, архітектор барон Карл фон Газенауер, постійно були в розбіжностях з питань будівництва. У 1876 році Земпер завершив свою участь у цьому проєкті. Наступного року у Земпера почалися проблеми зі здоров'ям. Двома роками пізніше він помер в Італії під час подорожі. Похований на протестантському кладовищі у Римі біля Піраміди Цестія.
Після смерті Готфріда Земпера його син, Манфред Земпер, видав збірку батькових «Будівель, начерків та ескізів» (у 1881 і наступних роках), а другий син Ганс Земпер опублікував життєпис свого батька (нім. Gottfried Semper, ein Bild seines Lebens und Wirkens, 1880).